# Shin'yō Wakashū
Shin'yō Wakashū (新葉和歌集?, Collezione di nuove foglie waka) è una raccolta di poesie waka giapponesi compilata da una corte imperiale durante il periodo Nanboku-chō. Fu compilata da Munenaga Shinnō  (l'ottavo figlio dell'imperatore Go-Daigo), l'antologia fu pubblicata il 3 dicembre 1381 (1º anno Kōwa).

## Creazione
La Corte del Sud, sotto l'imperatore seguace della Scuola Nijō, aveva un circolo poetico molto attivo, ma nessuna delle antologie di waka imperiali compilate dalla Corte del Nord, come il Fūga Wakashū, lo Shinsenzai Wakashū e lo Shinshūi Wakashū, includeva poesie di sovrani e sudditi della Corte del Sud. Il principe Muneyoshi, che si rammaricava di questa situazione, progettò di compilare una raccolta di poesie waka della Corte del Sud. Secondo l'introduzione e il comando imperiale alla fine del rotolo, la raccolta era originariamente destinata a una collezione privata, ma l'imperatore Chōkei ne venne a conoscenza ed emise un comando imperiale il 13 ottobre 1381 (primo anno Kōwa), il principe quindi rielaborò i contenuti per renderli adatti a un'antologia imperiale.

## Contenuto
Shin'yō Wakashū è composta da venti volumi, 1.420 poesie in totale. Comprende le seguenti sezioni: primavera (superiore e inferiore), estate, autunno (superiore e inferiore), inverno, separazione, indipendenza, jingi, shakkyō, amore (1-5), varie (superiore, media e inferiore), dolore e celebrazione, rifacendosi alla Shokusenzai Wakashū. La raccolta copre un periodo di 50 anni, dal primo anno dell'era Genkō (1331) al primo anno dell'era Kōwa, durante il regno di tre generazioni della Corte del Sud, e contiene oltre 150 poesie di membri della famiglia imperiale, cortigiani, imperatrici, dame di corte, sacerdoti e altri. Il numero maggiore di poesie della raccolta è 100 del precedente imperatore, Go-Murakami-in, seguito da 99 del compilatore, il principe stesso. In generale, sono presenti molti membri della famiglia imperiale e dei nobili di corte, e pochi membri della classe guerriera o dei funzionari di basso rango, il che riflette direttamente la struttura del regime della Corte del Sud.